# Réservoir Taureau
Das Réservoir Taureau ist ein Stausee in der kanadischen Provinz Québec.
Das Absperrbauwerk Barrage Matawin, eine Gewichtsstaumauer, wurde in den Jahren 1925–1931 am Oberlauf des Rivière Matawin, einem rechten Nebenfluss des Rivière Saint-Maurice, erbaut.
Der Stausee wurde damals als Wasserspeicher und zur Flößerei errichtet.
Das Réservoir Taureau, in dem 54 Inseln liegen, erstreckt sich über eine Länge von 31,7 km. Der Stausee hat eine Wasserfläche von 95 km² und liegt auf einer Höhe von 356 m.  
Er befindet sich 80 km nördlich von Joliette in der MRC Lanaudière.
Der Stausee bildet heute ein Naherholungsziel. Er liegt im Regionalpark Parc régional du Lac Taureau.
Anfang der 2000er Jahre wurde der Staudamm um ein Wasserkraftwerk ergänzt (voraussichtliche Inbetriebnahme 2011).
Das Kraftwerk erhält eine vertikale Kaplan-Turbine (Kaplan Frontospiral) mit einer Leistung von 15 MW. Diese ist für einen Durchfluss von 90 m³/s ausgelegt. Das hydraulische Potential beträgt 21 m. Das Regelarbeitsvermögen liegt bei 62,5 GWh im Jahr.